# 鎖骨
鎖骨（さこつ）は、四肢動物の肩帯を構成する骨の一つ。

## ヒトの鎖骨

鎖骨の位置（赤い部分）

ヒトの鎖骨は、胸骨と肩甲骨を連結する事で肩構造を支持し、また各種筋肉の起始基盤として機能する。ウマ、イヌ、ウシ、ゾウの様な走行性の哺乳類等では退化している場合も多い。鎖骨がないといわゆる抱きつく所作（前脚を内側に曲げ保持すること）が困難で鎖骨のない動物は木登りができないことから、早期に草原に進出した動物は長距離移動に適応して鎖骨が退化し、長期間森林に生息した動物には鎖骨が残っているのではないかと考えられている。鳥類では左右の鎖骨が癒合し、暢思骨または叉骨と呼ばれる。
ヒトの鎖骨は、人体の中で最も折れ易い骨であり、肩に加わる衝撃を吸収するための、クラッシャブルゾーンの役割を果たしている。こうした特徴に着目し、3点式や4点式のシートベルトや命綱などが開発されている。

## 鎖骨と関節する骨
内側端で胸骨と関節し胸鎖関節をなし、外側端で肩甲骨と関節し肩鎖関節をなす。

### 肩鎖関節
肩鎖関節（けんさかんせつ、英: acromioclavicular joint）は肩甲骨と鎖骨を連結する関節である。
肩鎖関節は肩甲骨の肩峰と鎖骨の肩峰端を連結する。両関節面は小さい卵円形であり、これらが関節包をもつ滑膜性関節で繋がっている。関節腔には関節円板が存在するとされるが、詳細な研究は少ない。
運動方向は前後・垂直・軸周り回転である。鎖骨に対して肩甲骨が約15°内転、約20°上方回旋、約20°後傾し、軸周りに約35°回転する。
肩鎖関節を補強する構造物としては以下が挙げられる：
- 肩鎖靭帯（英語版）（けんさじんたい、英: acromioclavicular ligament）
- 鳥口鎖骨靭帯（英語版）（うこうさこつじんたい、英: coracoclavicular ligament）
  - 菱形靭帯（英語版）（英: trapezoid ligament）
  - 円錐靭帯（英語版）（英: conoid ligament）

関節周囲には鎖骨遠位端上面から肩峰上面にかけて僧帽筋上部線維が付着する。この僧帽筋および近傍の三角筋が織り合わさった繊維が関節上面に存在し、肩鎖関節を補強している。
その関節形状から関節そのものの安定性が低く、肩鎖関節脱臼などの損傷が臨床的によくみられる。肩鎖関節脱臼は関節を支える上記の靭帯が断裂することで発生する。

## 鎖骨から起始する筋肉
- 胸鎖乳突筋[13]
- 三角筋[14]
- 大胸筋[15]

## 鎖骨に停止する筋肉
- 鎖骨下筋[15]
- 僧帽筋[16][10]

## 病理
僧帽筋が鎖骨遠位端に停止しているため、鎖骨遠位端には上方へ引き上げる力が掛かっている。そのため重度の肩鎖関節脱臼を起こした場合、鎖骨遠位端が上方へ突出し押し込んでもまた飛び出すことが臨床的に知られている（ピアノキーサイン、英: piano key sign）。

## 語源
ラテン語名claviculaは、clavis（「鍵」）の指小形で、「小さな鍵」の意味。
古くは「鎖骨」とは、菩薩の身体にあると言われる鎖状（あるいは蔓状）に繋がった（架空の）骨を指し、仏でいう舎利に相当する聖遺物であり、高僧への賛辞にも用いた。
漢方典籍では主に「血盆骨」の名が用いられ、『解体新書』では前野良沢(翻訳係)と杉田玄白(清書係)もこの語を当てたが、『重訂解体新書』では大槻玄沢が訳し直し「鎖骨」の語を当てている。
この鎖骨は血盆骨の別名の一つで、古くは1247年に出版された法医学書洗冤集録に使用が見られる。他に「鎖子骨」「缺盆骨（欠盆骨）」「拄骨」「巨骨」とも書く。鎖骨内側の窪みを「缺盆」と言う。鎖骨外端の経穴を巨骨穴と言う。
近年では、「鎖骨」という名称は、昔の中国で囚人を捕らえておくために、この骨の後ろに穴をあけて鎖をとおしたことに由来するなどと主張する者もいる。

## 鎖骨中線
ヒトにおいては、胴体の長軸に平行で、胴体の腹面上の鎖骨の中点を通る仮想の線は旧来から鎖骨中線と呼ばれ、肝腫大の判定や心尖部の解剖学的ランドマークとして用いられてきたが、実のところは観察者間で大きなばらつきがあり、最大10cmも変動することが報告されている。